# آینه (فیلم ۱۹۶۷)
«آینه» (انگلیسی: The Mirror (1967 film)) فیلمی در ژانر ترسناک است که در سال ۱۹۶۷ منتشر شد.